# Улица Швянтарагё
У́лица Швянтара́гё (лит. Šventaragio g., в период между мировыми войнами Марии Магдалены, ulica Marji Magdaleny, в советское время Ю. Янонё, J. Janonio g.) — улица в Старом городе Вильнюса.

## Название
Носит имя легендарного князя — основателя ритуальной традиции Свинторога. Короткая улица пролегает от пересечения проспекта Гедимина и улицы Т. Врублевскё, со сквером Одминю по правую сторону и Кафедральной площади (в советское время площадь Гедимина) по левую, огибает её юго-западный угол и, замыкая южную сторону Кафедральной площади, заканчивается на пересечении улиц Пилес (Pilies g., Замковая, в советское время улица Горького) и Барборос Радвилайтес (Barboros Radvilaitės g., в советское время Пионерю Pionierių g.), у юго-восточного угла Кафедральной площади. В советское время носила имя поэта Юлюса Янониса (J. Janonio g.), ранее Святой Марии Магдалены (ul. Św. Magdaleny, Marijos Magdalenos g.).

## Характеристика

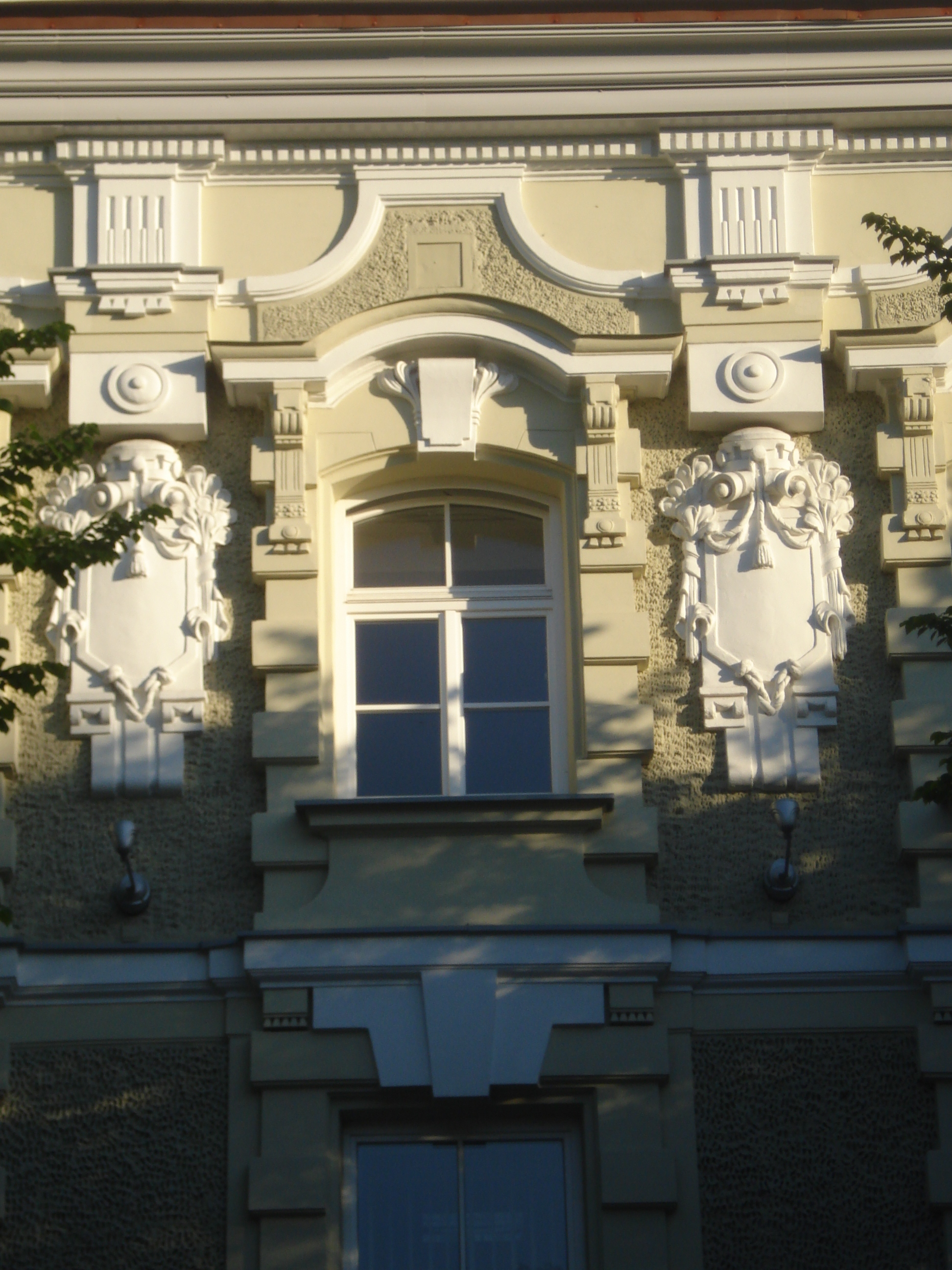
Деталь фасада здания Министерства внутренних дел

Мостовая покрыта брусчаткой. На короткой (230 метров) улице находится два здания с южной стороны; с северной стороны раскинулась Кафедральная площадь.
Нумерация домов начинается от улицы Пилес. В большом угловом здании размещается Министерство внутренних дел Литвы (Šventaragio g. 2). Около 1870 года была произведена капитальная реконструкция здания по проекту и под руководством виленского архитектора Ивана Левицкого, после чего оно приобрело свой вид, в целом сохранившийся до наших дней. До 1915 года это длинное здание занимало Губернское правление и другие российские правительственные учреждения. В период между двумя мировыми войнами в этом здании размещалась управа Виленского воеводства (Urząd Wojewódzki Wileński).
В соседнем здании расположен книжный магазин „Katalikų pasaulis“. Он примыкает к массивному зданию католической Курии Вильнюсской архиепископства и Конференция епископов Литвы (Šventaragio g. 4), в котором одно время находился Президиум Верховного Совета Литовской ССР. Трёхэтажное здание четырёхугольной формы было построено в 1934 году как дворец виленского архиепископа по проекту архитектора Стефана Нарембского.

С 1944 года здесь располагался Президиум Верховного Совета Литовской ССР. После переезда Президиума в другое здание (проспект Ленина 53, ныне проспект Гедимина) здание оставалось в его ведении. В этом здании работал в 1944—1967 годах работал, а до осени 1946 года и жил председатель Президиума Верховного Совета Литовской ССР, литовский советский и коммунистический деятель и писатель Юстас Палецкис. Его пятикомнатная квартира находилась в восточной части (две комнаты) и в соседнем здании (три комнаты; в разделявшей квартиру стене была прорублена дверь.
В память о Палецкисе к главному фасаду здания, в правой части, в 1981 году была прикреплена памятная плита (скульптор Бронюс Вишняускас, архитектор Йонас Стравинскас), ныне отсутствующая.